# Pasta z bakłażanów
Pasta z bakłażanów – potrawa kuchni galicyjskiej, której podstawowym składnikiem są bakłażany.
Składniki pasty to bakłażany, cebula, cytryna, sól i pieprz do smaku. Umyte bakłażany układamy na blasze i umieszczamy w piekarniku. Po upieczeniu obieramy ze skórki a miąższ dokładnie ucieramy.
Następnie dodajemy posiekaną cebulę i doprawiamy solą, pieprzem i cytryną. Wszystko razem dokładnie mieszamy.